# 플라니갈레
플라니갈레는 플라니갈레속(Planigale)에 속하는 오스트레일리아와 뉴기니섬에서 발견되는 작은 육식성 유대류의 총칭이다. 두나트아과에 속하는 플라니갈레족(Planigalini)의 유일속이다. 5종을 포함하고 있다.

## 하위 종
- 길레스플라니갈레 (Planigale gilesi)
- 긴꼬리플라니갈레 또는 북부플라니갈레 (Planigale ingrami)
- 커먼플라니갈레 또는 피그미플라니갈레 (Planigale maculata)
- 뉴기니플라니갈레 또는 파푸아플라니갈레 (Planigale novaeguineae)
- 좁은코플라니갈레 (Planigale tenuirostris)